# Toone (Tennessee)
Toone es un pueblo ubicado en el condado de Hardeman en el estado estadounidense de Tennessee. En el Censo de 2010 tenía una población de 364 habitantes y una densidad poblacional de 134,23 personas por km².

## Geografía
Toone se encuentra ubicado en las coordenadas 35°21′23″N 88°57′15″O / 35.35639, -88.95417. Según la Oficina del Censo de los Estados Unidos, Toone tiene una superficie total de 2.71 km², de la cual 2.71 km² corresponden a tierra firme y (0%) 0 km² es agua.

## Demografía
Según el censo de 2010, había 364 personas residiendo en Toone. La densidad de población era de 134,23 hab./km². De los 364 habitantes, Toone estaba compuesto por el 63.19% blancos, el 34.07% eran afroamericanos, el 0.27% eran amerindios, el 0% eran asiáticos, el 0% eran isleños del Pacífico, el 1.37% eran de otras razas y el 1.1% pertenecían a dos o más razas. Del total de la población el 1.65% eran hispanos o latinos de cualquier raza.